# Beamtenrechtsrahmengesetz
Das Beamtenrechtsrahmengesetz ist ein Bundesgesetz, das Bestimmungen über das Dienstrecht der Beamten enthält, die einheitlich und unmittelbar gelten.

Ursprünglich war es ein deutsches Rahmengesetz nach Art. 75 Abs. 1 Nr. 1 Grundgesetz, das Bestimmungen zum Beamtenrecht enthielt, die der Bund und die Länder bei Erlass ihrer jeweiligen Beamtengesetze zwingend zu beachten hatten. Mit der Föderalismusreform ist die Rahmengesetzgebung nach Art. 75 GG entfallen. Seither liegt die Gesetzeskompetenz für die Bundesbeamten beim Bund und die für die Landesbeamten bei den Ländern. Das am 19. Juni 2008 verkündete Beamtenstatusgesetz ersetzte das Beamtenrechtsrahmengesetz weitgehend. Nach dem vollständigen Inkrafttreten des Beamtenstatusgesetz am 1. April 2009 bleiben aufgrund § 63 Abs. 3 S. 2 BeamtStG nur noch das Kapitel II (§§ 121–133f BRRG) sowie § 135 BRRG wirksam.
Die nach Kapitel 1 des Gesetzes zu beachtenden Rahmenvorschriften bezogen sich auf das Beamtenverhältnis, die rechtliche Stellung des Beamten, und Besondere Beamtengruppen.
Im noch geltenden Kapitel 2 sind Vorschriften aufgeführt, die einheitlich und unmittelbar gelten, also nicht in Landesrecht überführt werden müssen. Unter anderem sind die Dienstherrnfähigkeit (§ 121 BRRG), der Verwaltungsrechtsweg (§ 126 BRRG) in Beamtenangelegenheiten und die Rechtsstellung von Beamten bei der Umbildung von Körperschaften ausgeführt.
§ 126 BRRG enthält eine aufdrängende Sonderzuweisung zur Eröffnung des Verwaltungsrechtsweges.
Im Bund und in den Ländern sind jeweils eigene Beamtengesetze erlassen worden.

## Quelle
1. ↑  BT-Drs. 16/4027 (PDF; 929 kB), BT-Drs. 16/4038 (PDF; 83 kB)